# مسوپوتامیا (یونان)
مسوپوتامیا (به لاتین: Mesopotamia) یک منطقهٔ مسکونی در یونان است که در Kastoria Municipality واقع شده‌است.